# Tmarus taishanensis
Tmarus taishanensis là một loài nhện trong họ Thomisidae.
Loài này thuộc chi Tmarus. Tmarus taishanensis được miêu tả năm 1981 bởi Zhu & Wen.